# Aleksandr Skoczyński
Aleksandr Aleksandrowicz Skoczyński (ros. Александр Александрович Скочинский, ur. 1 lipca?/13 lipca 1874 w Olokminsku, zm. 6 października 1960 w Moskwie) – rosyjski naukowiec polskiego pochodzenia.

## Życiorys
Jego ojciec został zesłany do Jakucji za udział w powstaniu styczniowym. W 1893 ukończył ze złotym medalem gimnazjum w Krasnojarsku, później studiował na Wydziale Fizyczno-Matematycznym Uniwersytetu Petersburskiego, a od 1895 w Petersburskim Instytucie Górniczym, który w 1900 ukończył z wyróżnieniem. Był inżynierem w Instytucie Górniczym, w latach 1902–1906 asystentem, później wykładowcą tego instytutu, delegowano go do Niemiec, Belgii, Francji i Austro-Węgier, w 1904 pracował w Zagłębiu Dąbrowskim (Polska), gdzie badał 14 kopalń. Od 1906 do 1917 był profesorem Uniwersytetu Górniczego, w 1908 został profesorem nadzwyczajnym, a w 1915 zwyczajnym. W 1917 pracował w Donbasie, później został profesorem Dońskiego Instytutu Politechnicznego w Nowoczerkasku, w 1921 wszedł w skład Kolegium Rady Górniczej Najwyższej Rady Gospodarki Narodowej, od 1921 do 1930 stał na czele Rady Naukowo-Technicznej Głównego Zarządu Przemysłu Górniczego Najwyższej Rady Gospodarki Narodowej. W 1922 został delegowany do Niemiec, a w latach 1924–1925 do USA i Anglii, później 1927–1928 do Niemiec i USA. Od 1930 do 1960 był profesorem Moskiewskiego Instytutu Górniczego i kierownikiem laboratorium wentylacji kopalnianej, 1 czerwca 1935 został członkiem rzeczywistym Akademii Nauk ZSRR. Od 1943 do 1951 pracował w Nowosybirsku, gdzie zorganizował Zachodniosyberyjską Filię Akademii Nauk ZSRR. Został pochowany na Cmentarzu Nowodziewiczym.

## Odznaczenia i nagrody
- Medal Sierp i Młot Bohatera Pracy Socjalistycznej (9 sierpnia 1954)
- Order Lenina (pięciokrotnie, 1943, 1944, 1948, 1949 i 1954)
- Order Czerwonego Sztandaru Pracy (dwukrotnie, 1939 i 1954)
- Nagroda Stalinowska I klasy (dwukrotnie, 1950 i 1951)

I medale.